# Bedekovščina
Bedekovščina (hrvaško Bedekovčina) je naselje na Hrvaškem, ki je središče občine Bedekovščina Krapinsko-zagorske županije.

## Lega
Bedekovščina leži okoli 6 km severovzhodno od Zaboka v dolini reke Krapine ob želizniški progi Zagreb - Varaždin.

## Zgodovina
V starih listinah se Bedekovščina omenja v 13. stoletju. Nastala je z združitvijo Donje in Gornje Bedekovščine. Na vrhu griča na robu naselja stoji dvorec Gornja Bedekovščina, v bližini pa poznobaročni dvorec 
Donja Bedekovščina. V središču naselja v neposredni bližini železniške postaje pa nekdanja tovarna lončenih izdelkov in šamota Zagorka d.d. ki sta jo leta 1889 ustanovila brata Ferdo in Josip Stjeskal. Tovarna, ki je zaposlovala do 500 delavcev je izkoriščala kvalitetno nahajališče diluvialne gline. Danes na tem mestu obratuje tovarna Tondach Hrvatska d.d. Enoladijska poznobaročno-klasicistična cerkev sv. Barbare s kupolo je bila postavljena leta 1776. Oltarji in spovednica so iz leta 1786, kelih emajliranimi sličicami pa iz leta 1713.

## Demografija
| Pregled števila prebivalcev po letih | Pregled števila prebivalcev po letih | Pregled števila prebivalcev po letih | Pregled števila prebivalcev po letih | Pregled števila prebivalcev po letih | Pregled števila prebivalcev po letih | Pregled števila prebivalcev po letih | Pregled števila prebivalcev po letih | Pregled števila prebivalcev po letih | Pregled števila prebivalcev po letih | Pregled števila prebivalcev po letih | Pregled števila prebivalcev po letih | Pregled števila prebivalcev po letih | Pregled števila prebivalcev po letih | Pregled števila prebivalcev po letih |
| ------------------------------------ | ------------------------------------ | ------------------------------------ | ------------------------------------ | ------------------------------------ | ------------------------------------ | ------------------------------------ | ------------------------------------ | ------------------------------------ | ------------------------------------ | ------------------------------------ | ------------------------------------ | ------------------------------------ | ------------------------------------ | ------------------------------------ |
| 1857                                 | 1869                                 | 1880                                 | 1890                                 | 1900                                 | 1910                                 | 1921                                 | 1931                                 | 1948                                 | 1953                                 | 1961                                 | 1971                                 | 1981                                 | 1991                                 | 2001                                 |
| 899                                  | 1094                                 | 1274                                 | 1330                                 | 1617                                 | 1903                                 | 1887                                 | 2220                                 | 2504                                 | 2622                                 | 2732                                 | 3083                                 | 3273                                 | 3459                                 | 3486                                 |